# Стерн, Стюарт
Стюарт Стерн (англ. Stuart Sterne; 10 августа 1845, Дрезден, Германский союз — 14 августа 1905) — американская писательница и поэтесса немецкого происхождения. Настоящее имя Гертруда Бледе (нем. Gertrude Bloede), которую в конце XIX — начале XX века на страницах «Энциклопедического словаря Брокгауза и Ефрона» назвали «одной из оригинальнейших американских поэтесс».

## Биография
Гертруда Бледе родилась в Германском союзе	в городе Дрездене 10 августа 1845 года, но ещё ребенком переехала с родителями в Соединённые Штаты Америки, куда её отец вынужден был бежать после Дрезденского восстания 1849 года ставшего частью революции 1848—1849 годов в германских государствах. 
Семья прибыла в США в 1850 году, где ее мать, Мария Блоде, прославилась своими стихами и прозой, а её отец, Густавус Блоде, редактировал республиканскую газету «New-Yorker Demokrat». Получила частное образование.
Она писала в основном по-английски стихотворения и политические статьи в различных американских журналах; её стихотворения отличаются страстным языком и силой чувства. Среди лучших из них — «The Might», «The Glory» и «The Prayer».
Скончалась 14 августа 1905 года.
Её брат Виктор Густав Блоде стал известным химиком, а сестра Кейт (1848–1891) стала первой женой художника Эббота Хэндерсона Тейера.